# Przedmieście Nyskie (Kłodzko)
Przedmieście Nyskie – część miasta Kłodzko, położona w województwie dolnośląskim, w powiecie kłodzkim. Przedmieście Nyskie znajduje się we wschodniej części miasta w okolicy ul. Adama Mickiewicza.

## Geografia

### Położenie geograficzne
Przedmieście Nyskie położone jest we wschodniej części Kłodzka. Graniczy na północy z Przedmieściem Wojciechowickim i osiedlem im. Henryka Sienkiewicza, na wschodzie z Jaszkową Dolną w gminie wiejskiej Kłodzko, na południu z osiedlem Krzyżna Góra, zaś na zachodzie poprzez rzekę Nysę Kłodzką z Przedmieściem Piasek oraz osiedlem Nysa. Od centrum miasta oddalone jest o około 0,6 km.

### Warunki naturalne
Przedmieście Nyskie znajduje się w Kotlinie Kłodzkiej w Sudetach Środkowych. Zlokalizowane jest w dolinie położonej u ujścia potoku Jaszkówka do Nysy Kłodzkiej. W kierunku wschodnim zabudowania ciągną się na wzniesieniu, będącym przedłużeniem długiego, bocznego ramienia Grzbietu Wschodniego Gór Bardzkich, odchodzącego od Łaszczowej. Z kolei na południowym wschodzie obszar przedmieścia ograniczony jest przez wzniesienie noszące nieoficjalnie nazwę Ptasiej Góry (niem. Puhuberg), mierzącej 324 m n.p.m..